# USS Force (AM-445)
El USS Force (AM-445) fue un dragaminas de la clase Agile. Fue botado el 26 de agosto de 1952 en JM Martinac Shipbuilding Corp., Tacoma, Washington, patrocinado por la Sra. TD Wilson. Fue botado el 26 de junio de 1953 y puesto en servicio el 4 de enero de 1955. Fue redesignado como dragaminas oceánico (MSO-445) el 7 de febrero de 1955.
El Force estaba armado con un solo cañón de 40 mm y dos ametralladoras de calibre 50. Más tarde, su cañón de proa fue reemplazado por uno doble de 20 mm.

## Hundimiento
El 24 de abril de 1973, el Force se hundió frente a las costas de Guam, cuando se produjo una fuga de combustible provocada por el turbocompresor del motor n° 1, que se extendió rápidamente por todo el barco, a pesar de los esfuerzos de la tripulación. El barco fue abandonado y se hundió. No hubo víctimas, pero se informó de un herido.